# Namibijski rat za nezavisnost
Namibijski rat za nezavisnost trajao je od 1966. do 1988. godine. Bio je to gerilski rat između nacionalističke Jugozapadne afričke narodne organizacije i vlade Južnoafričke Republike koja je podržavala apartheid.
Ovaj rat je usko povezano s Južnoafričim graničnim ratom.
Južnoafrička Republika je upravljala teritorijem poznatim pod imenom Jugozapadna Afrika koji je osvojen od Njemačke nakon Prvog svjetskog rata. Godine 1966. Opća skupština Ujedinjenih naroda opozvala je pravo JAR-u da vlada teritorijem Jugozapadne Afrike i da teritorijem upravlja UN. Južnoafrička Republika odbila je priznati ovu rezoluciju i dalje je upravljala teritorijem de facto.
Dana 26. kolovoza 1966., gerilske snage SWAPO-a krenule su u napad protiv Južnoafričkih obrambenih snaga kod sela Omugulugwombashe. Bio je to prvi oružani sukob u Namibijskom ratu za nezavisnost. Taj dan u Namibiji se slavi kao državni praznik.
Rat je završio s neovisnosti Namibije 21. ožujka 1990. i izborima u kojem je SWAPO osvojio 55 od 72 mjesta u Nacionalnoj skupštini Namibije, omogućujući im da formiraju nacionalnu vladu.

## Vanjske poveznice
- Onwar oružani sukob događanja podaci: Namibijski rat za nezavisnost 1966.-1988.
- CIA, the World Factbook: Namibia  Arhivirana inačica izvorne stranice od 23. travnja 2020. (Wayback Machine)